# Jerzy Gruza

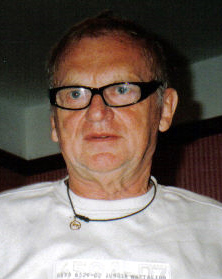
Jerzy Gruza (2007)

Jerzy Gruza (* 4. April 1932 in Warschau; † 16. Februar 2020 in Pruszków) war ein polnischer Regisseur und Drehbuchautor.

## Leben
Jerzy Gruza begann seine Karriere 1955 beim Staatlichen Polnischen Fernsehen TVP im Unterhaltungsprogramm. Erste Shows schuf er gemeinsam mit Jacek Fedorowicz und Bogumił Kobiela in den 1960er Jahren. 1965 entstand die populäre Komödienserie Wojna domowa. Der Erfolg dieser Serie wurde in den 1970er Jahren durch die Serie Czterdziestolatek (deutsch Die Vierzigjährigen) noch übertroffen. Die Serie mit Schauspielern wie Andrzej Kopiczyński, Anna Seniuk und Irena Kwiatkowska in den Hauptrollen hat bis heute Kultstatus in Polen. Von 1974 bis 1977 entstanden 21 Folgen der komödiantischen, satirischen Familienserie, die das Leben und die Lebenskrisen eines 40-jährigen Bauleiters und seiner Familie in Warschau zu Zeiten des Baubooms der Ära Edward Gierek zeigte. Gruza führte Regie und schrieb die Drehbücher für diese Serie gemeinsam mit Krzysztof Teodor Toeplitz. Neben diesen beiden Serien schuf er zahlreiche Fernsehtheaterinszenierungen. Mit Jerzy Skolimowski schrieb er das Drehbuch zu dessen Film Deep End.
1983 wurde er Theaterintendant des Teatr Muzyczny in Gdynia. Er entwickelte aus dieser Operettenbühne das erste Musicaltheater in Polen. Unter seiner Intendanz und Regie erlebten Musicals wie Jesus Christ Superstar und Les Misérables die polnische Erstaufführung. Er blieb Direktor dieses Theaters bis 1991. 1993 entstand eine Fortsetzung seiner Erfolgsserie Czterdziestolatek - 20 Jahre später. Außerdem drehte er Kinokomödien, die allerdings nicht an den Erfolg der Fernsehserien anknüpfen konnten.

## Filmografie (Auswahl)
(Drehbuch und, soweit nicht anders angegeben, Regie)
- 1970: Deep End – Regie: Jerzy Skolimowski
- 1976: Ich bin ein Schmetterling (Motylem jestem, czyli romans 40-latka)
- 1971: Der Specht (Dzięcioł)
- 1982: Alicja im Horrorland (Alicja)